# Akilles Eero Johannes Järvinen
Akilles Eero Johannes Järvinen (19 de setembre, 1905 - 7 de març, 1943) fou un atleta de Finlàndia especialista decatló.
Akilles Järvinen provenia d'una família d'atletes. El seu pare, Verner Järvinen, va guanyar la medalla d'or el 1906 en llançament de pes, i el seu germà, Matti Järvinen, fou campió olímpic i va batre 10 cops el rècord del món en llançament de javelina.
Va guanyar dues medalles d'argent als Jocs Olímpics d'Amsterdam 1928 i Los Angeles 1932. Si s'haguessin usat les actuals taules de punts hagués assolit dues medalles d'or. També guanyà una medalla d'argent en 400 metres tanques al Campionat d'Europa.
Akilles morí en accident d'aviació el 1943.

## Resultats
- Medalla d'argent en decatló als Jocs Olímpics d'Estiu de 1928 a Amsterdam
- Rècord del món en decatló (1930)
- Medalla d'argent en decatló als Jocs Olímpics d'Estiu de 1932 a Los Angeles
- Rècord del món en decatló (1932)
- Medalla d'argent en 400 metres tanques al Campionat d'Europa d'atletisme de 1934 a Torí
- 10 medalles d'or i 9 d'altres metalls en campionats de Finlàndia

## Millors marques per prova
- 100 m - 10.9 s
- 200 m - 21.9 s
- 400 m - 49.0 s
- 1500 m - 4 m, 47 s
- 110 m tanques - 15.2 s
- 200 m tanques - 25.4 s
- 400 m tanques - 53.7 s
- Salt d'altura - 180 cm
- Salt amb perxa- 360 cm
- Salt de llargada - 712 cm
- Triple salt - 14.32 m
- Pes - 14.10 m
- Disc - 36.95 m
- Javelina - 63.25 m
- Decatló (modern sistema de puntuació) - 7038